# 堂道秀明

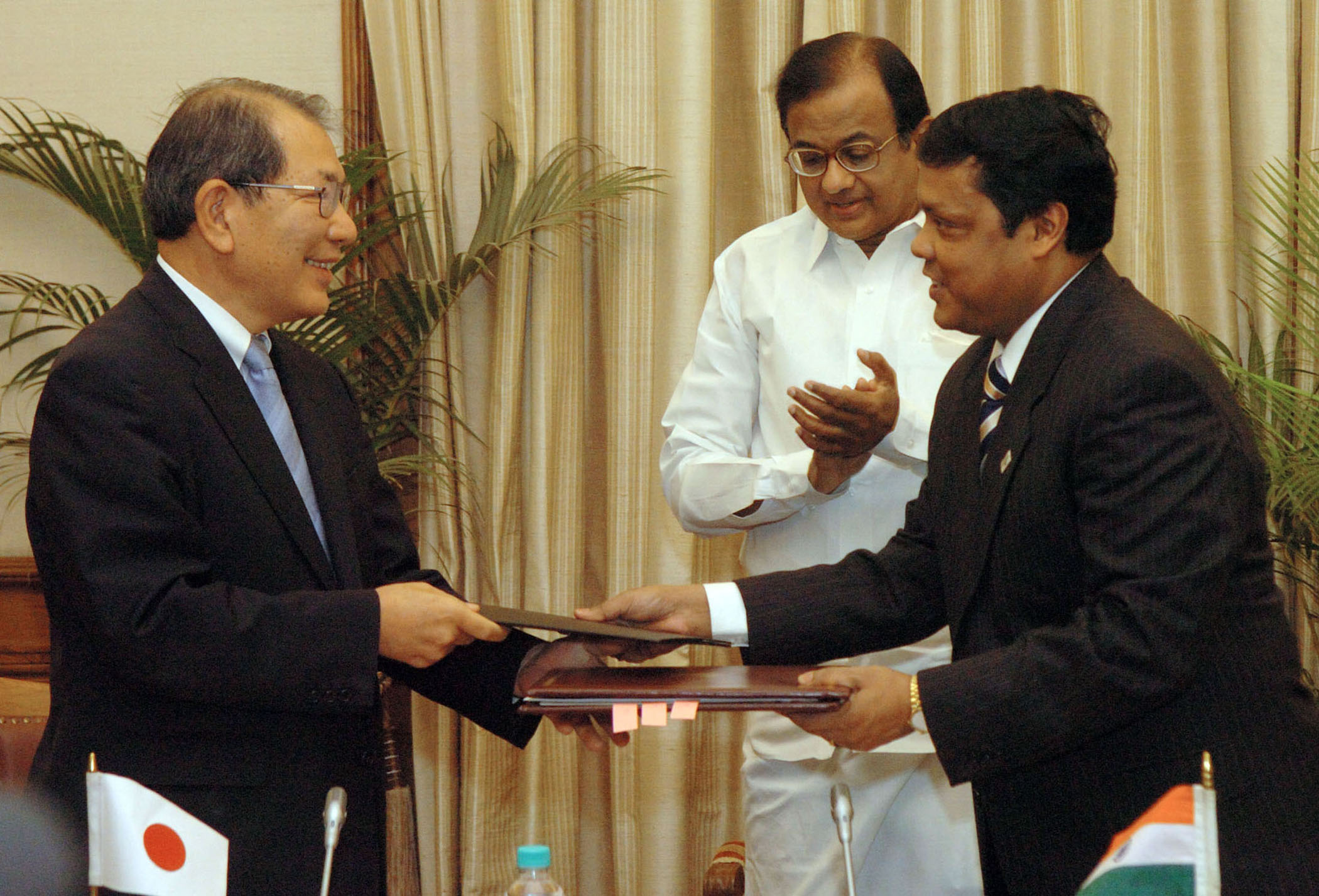
P・チダンバラム（右）と公文を交換する堂道（左）（2008年3月）

堂道 秀明（どうみち ひであき、1948年12月14日 - ）は日本の外交官。外務省中東アフリカ局長や、駐インド特命全権大使、国際協力機構副理事長を務めた。

## 人物
- 1948年（昭和23年）　石川県金沢市出身[1][2]。
- 1971年（昭和46年）　外務公務員上級試験合格[1]。
- 1972年（昭和47年）　東京大学法学部を卒業し、外務省入省[1]。イギリスで研修を受ける。
- 1986年（昭和61年）　国際報道課課長補佐
- 1986年（昭和61年）　経済協力局政策課課長補佐
- 1988年（昭和63年）　中近東アフリカ局アフリカ第二課長[1]。
- 1990年（平成2年）　欧亜局東欧課長[1]。
- 1992年（平成4年）　大臣官房総務課主任企画官
- 1992年（平成4年）　在アメリカ合衆国日本国大使館参事官
- 1995年（平成7年）　駐エジプト公使[1]。
- 1996年（平成8年）　大臣官房総務課長
- 1998年（平成10年）　外務参事官兼経済協力局
- 1999年（平成11年）　大臣官房審議官兼経済協力局
- 1999年（平成11年）　駐インドネシア公使[1]。
- 2001年（平成13年）　外務省機密費流用事件で懲戒減給処分。
- 2002年（平成14年）　　アフリカ審議官
- 2003年（平成15年）　外務省中東アフリカ局長に就任[1]。局長としてイラク日本人外交官射殺事件の対応をする[3]。
- 2004年（平成16年）　駐イラン特命全権大使[1]。
- 2007年（平成19年）　駐インド特命全権大使[1]。駐ブータン兼務。イラン大使からインド大使への異動は前例のないものだった。
- 2011年（平成23年）2月　帰国し、特命全権大使（経済外交担当）。
- 2012年（平成24年）4月　国際協力機構副理事長に就任[4]。
- 2016年（平成28年）4月　国際協力機構顧問[5]
- 2016年（平成28年）12月　ホテルマネージメントインターナショナル専務執行役員[5]
- 2016年（平成28年）10月　鴻池運輸顧問[5]
- 2017年（平成29年）6月　 鴻池運輸監査役[5]
- 2023年（令和5年）4月　瑞宝重光章受章[6]